# 長谷川知子 (作家)
長谷川 知子（はせがわ ともこ、女性、1947年 - ）は日本の画家・絵本作家。北海道北見市出身。北海道北見北斗高等学校‐武蔵野美術短期大学デザイン科卒業。
1972年「ボタン貝船の兄弟」（講談社）でデビュー。「ひつじぐものむこうに」（あまんきみこ作・文研出版）で、第26回サンケイ児童出版文化賞受賞。
「兎の眼」（灰谷健次郎作・理論社）、「1ねん1くみ1ばん」シリーズ（後藤竜二作・ポプラ社）、「教室はまちがうところだ」（蒔田晋治作・子どもの未来社）の挿絵を手がけたことでも知られている。
自作では、「とりちゃん」（文研出版）、「くらやみのかみさま」（新日本出版社）、「おばさんはいつ空をとぶの」（ポプラ社）等がよく知られている。
2004年にきたみ観光大使に任命される。
2008年、「教室はまちがうところだ」が、Amazon.co.jpの小学1-2年生向け部門と家族・生活・友達の絵本部門にて、およそ半年間連続１位を記録。
息子はDJ toMU。